# 마르카지 스타디움 (카르시)
카르시 마르카지 경기장(우즈베크어: Markaziy Stadium)은 우즈베키스탄의 수도인 타슈켄트에 위치한 경기장으로, FC 나사프의 홈구장이다.14,750명을 수용할 수 있다.